# Jared Taylor (militant)
Pour les articles homonymes, voir Jared Taylor et Taylor.
Samuel Jared Taylor, né le 15 septembre 1951, à Kobe, au Japon, est un militant suprémaciste blanc américain et éditeur d'American Renaissance, un magazine en ligne promouvant le suprémacisme blanc. Il est également auteur et président de la société mère d'American Renaissance, la New Century Foundation, à travers laquelle plusieurs de ses livres ont été publiés. Ainsi que de nombreuses organisations auxquelles il participe, Taylor a souvent été dénoncé comme faisant la promotion d'idéologies racistes.

## Biographie
Samuel Jared Taylor est né à Kobe de parents missionnaires américains et a vécu au Japon pendant 16 ans. Il est diplômé en philosophie de l'université Yale (1973), ainsi que de l'Institut d'études politiques de Paris (1978). Il parle couramment anglais, français et japonais.
Il a commencé sa carrière journalistique au Washington Post dans les années 1970.
Il est fondateur et membre actif du journal patriote American Renaissance au sein duquel il défend le nationalisme blanc, fondé sur l'idéologie raciste prétendant que les races auraient une existence scientifique, qu'elles joueraient un rôle important en matière d'intelligence humaine, et que les Blancs seraient naturellement plus intelligents que les Noirs. Cependant, il ajoute systématiquement que les Asiatiques seraient plus intelligents que les Blancs. Il se distancie en outre de toute forme d'antisémitisme.
Il est également membre du conseil d’administration et porte-parole du Council of Conservative Citizens. Il est un ancien membre du conseil consultatif de The Occidental Quarterly et un ancien directeur du National Policy Institute, un groupe de réflexion nationaliste blanc basé en Virginie.
Taylor rejette le terme « suprémaciste » et préfère se définir comme un « réaliste racial ».
En 2016, il soutient activement la candidature de Donald Trump à l'élection présidentielle, car selon lui ce dernier « agit dans l'intérêt des Blancs, consciemment ou non ».
En janvier 2019, il rédige la préface du dernier livre de Guillaume Faye, Guerre civile raciale.
En avril 2019, il est invité à participer à différentes conférences en Europe, notamment à Stockholm, Varsovie et Turku. Mais, le 29 mars, en escale à l'aéroport de Zurich, il est interpellé par la police de l'air. Les autorités suisses l'informent qu'il est désormais interdit d'entrée dans les 26 pays de l'espace Schengen jusqu'en 2021, sur requête du gouvernement polonais.
Jared Taylor, à l'instar de nombreuses organisations auxquelles il est associé, est souvent décrit comme un promoteur d'idéologies racistes par des groupes de défense des droits civiques, des médias,,, et des universitaires qui étudient le racisme aux États-Unis.

## Ouvrages
- Shadows of the Rising Sun: a Critical View of the "Japanese miracle"., Morrow, New York, 1983  (ISBN 0-688-02455-6).
- avec Mitsunobu Yamamoto : Shado obu Japan. Kobunsha, Tokyo, 1984  (ISBN 4-334-96006-5).
- Paved With Good Intentions: The Failure of Race Relations in Contemporary America., Carroll & Graf, New York, 1992  (ISBN 0-88184-866-2).
- The Real American Dilemma: Race, Immigration, and the Future of America., New Century Foundation, Oakton Virginia, 1998  (ISBN 0-9656383-0-8).
- White Identity: Racial Consciousness in the 21st Century., New Century Foundation, Oakton, 2011  (ISBN 978-0-9656383-9-5).
- Face to Face with Race, New Century Foundation, Oakton, 2014  (ISBN 978-0-9838910-2-4).
- If We Do Nothing, New Century Foundation, Oakton, 268 p., 2017  (ISBN 978-0983891048).

### Traduits en français
- L’Amérique de la diversité : du mythe à la réalité…, Paris, L'Aencre, 2016, 508 p.  (ISBN 978-2-3687602-8-4)
- « Les us et coutumes des nôtres », « La diversité détruit la confiance », « L'altruisme pathologique », « La vérité sur Tuskegee », « La folie d'envoyer les femmes au combat », « Pourquoi je déteste le Super Bowl », Tabou, vol. 25, p. 92-151, Saint-Genis-Laval, Akribeia, 2019, 208 p.  (ISBN 978-2-913612-72-3)
- Si nous ne faisons rien, Alba Leone, 337 p., 2023  (ISBN 978-2970149354)